# Ousmane Sonko
Ousmane Sonko (* 15. července 1974 Thiès) je senegalský politik, občanský aktivista a kritik prezidenta Mackyho Salla.
Vystudoval práva na Université Gaston-Berger v Saint-Louis a veřejnou správu a finance na Université Cheikh-Anta-Diop v Dakaru. Absolvoval také postgraduální studium na Lyonské univerzitě. Pracoval na finančním úřadu ve městě Pikine v dakarské aglomeraci. Jako whistleblower zveřejnil v roce 2016 své poznatky o daňových podvodech vysoce postavených senegalských politiků. Byl obviněn z pomluvy a propuštěn ze státní služby, poté se zaměřil na politickou činnost.
Založil stranu PASTEF (Patriotes africains du Sénégal pour le travail, l'éthique et la fraternité, Afričtí vlastenci Senegalu pro práci, etiku a bratrství) a v roce 2017 byl zvolen do Národního shromáždění. Díky využívání sociálních sítí a ostré protikorupční rétorice získal oblibu především mezi mládeží. V roce 2019 se zúčastnil prezidentských voleb, kde se ziskem 15,67 % obsadil třetí místo. Poté vytvořil s dalším opozičním lídrem Khalifou Sallem koalici Yewwi Askan wi (Osvoboďte lid). 
V roce 2021 Sonka obvinila zaměstnankyně masážního salónu Adji Sarrová, že ji opakovaně znásilnil a vyhrožoval jí smrtí, pokud půjde na policii. Poté, co byl Sonko zbaven poslanecké imunity a uvězněn, propukly v Senegalu nepokoje, které si vyžádaly čtrnáct obětí. Po propuštění na kauci pokračoval Ousmane Sonko v politických aktivitách. V roce 2022 byl zvolen starostou Ziguinchoru a oznámil, že hodlá v roce 2024 znovu kandidovat na prezidenta. Proces proti němu pokračoval, znásilnění sice nebylo spolehlivě prokázáno, avšak v červnu 2023 byl odsouzen ke dvěma letům odnětí svobody za „kažení mládeže“. Následovala další vlna pouličních nepokojů, Sonko označil soud za zmanipulovaný a 30. července 2023 začal ve vězení držet hladovku. Byl hospitalizován na jednotce intenzivní péče a po výzvách náboženských vůdců hladovku ukončil 2. září.
Ousmane Sonko je konzervativním muslimem, mj. požaduje přísné tresty za homosexuální chování. Byl obviněn z populismu a snahy zneužít sociální problémy ke svržení sekulární vlády. Objevily se také dohady, že jeho činnost je sponzorována katarským salafistickým režimem.
V říjnu 2023 soud Ziguinchor anuluje vyškrtnutí Ousmane Sonka z volebních seznamů pro prezidentské volby v roce 2024. Rozhodnutí, které státní právníci napadli, státní právníci oznamují odvolání k Nejvyššímu soudu. 15. března 2024 byl Ousmane Sonko propuštěn z vězení.